# Xã Eureka, Michigan
Xã Eureka (tiếng Anh: Eureka Township) là một xã thuộc quận Montcalm, tiểu bang Michigan, Hoa Kỳ. Năm 2010, dân số của xã này là 3.959 người.